# Точковилучена топологія
Нехай X — непорожня множина і p {\displaystyle \in } X. Точковилученою топологією на X називається топологія {\displaystyle \tau =\{X,A\subset X\mid p\notin A\}}.

### Властивості
- Якщо |X|=2, то точковилучена топологія є топологією Серпінського.
- Х є {\displaystyle T_{0}}, {\displaystyle T_{4}}, {\displaystyle T_{5}}, але не {\displaystyle T_{1}}, {\displaystyle T_{2}}, {\displaystyle T_{3}}-простором.
- Оскільки Х є єдиною відкритою множиною, яка містить точку р, (Х,τ) є компактним і зв'язним. Х є ультразв'язним, але не гіперзв'язним простором. Тому Х лінійно зв'язний.
- (X,τ) задовольняє першу аксіому зліченності. (Х,τ) задовольняє другу аксіому зліченності і є сепарабельним тоді й лише тоді, коли Х не більш ніж зліченний.
- Х є локально лінійно зв'язним, але не локально дугово зв'язним.
- Х не є досконалим {\displaystyle T_{4}}-простором.
- Х розсіяний.
- Х секвенціально компактний.